# Gatteo

Gatteo  (Gatì en dialecte romagnol ) est une commune de la province de Forlì-Cesena dans la région Émilie-Romagne en Italie.

## Géographie
Le territoire de Gatteo, est situé à une altitude de 20 m sur une plaine fertile de forme allongée et délimité par les fleuves Rigossa et Rubicon et qui s’étend jusqu’à la Mer Adriatique en sa localité balnéaire de Gatteo a Mare (à 10 km), entouré par les communes de Cesenatico, Gambettola, Savignano sul Rubicone et San Mauro Pascoli.

La commune de Gatteo est traversée par trois voies de communication importantes :
- la route nationale SS9, antique vois romaine via Aemilia (Milan-Rimini) ;
- l’autoroute italienne A14, station d’accès à Santarcangelo di Romagna à 10 km ;
- la ligne de chemin de fer Bologne-Ancône, gare de Santarcangelo.

Les grandes villes les plus proches sont : Cesena 14 km, Santarcangelo di Romagna 8 km, Cesenatico 12 km, Rimini 18 km.

## Histoire

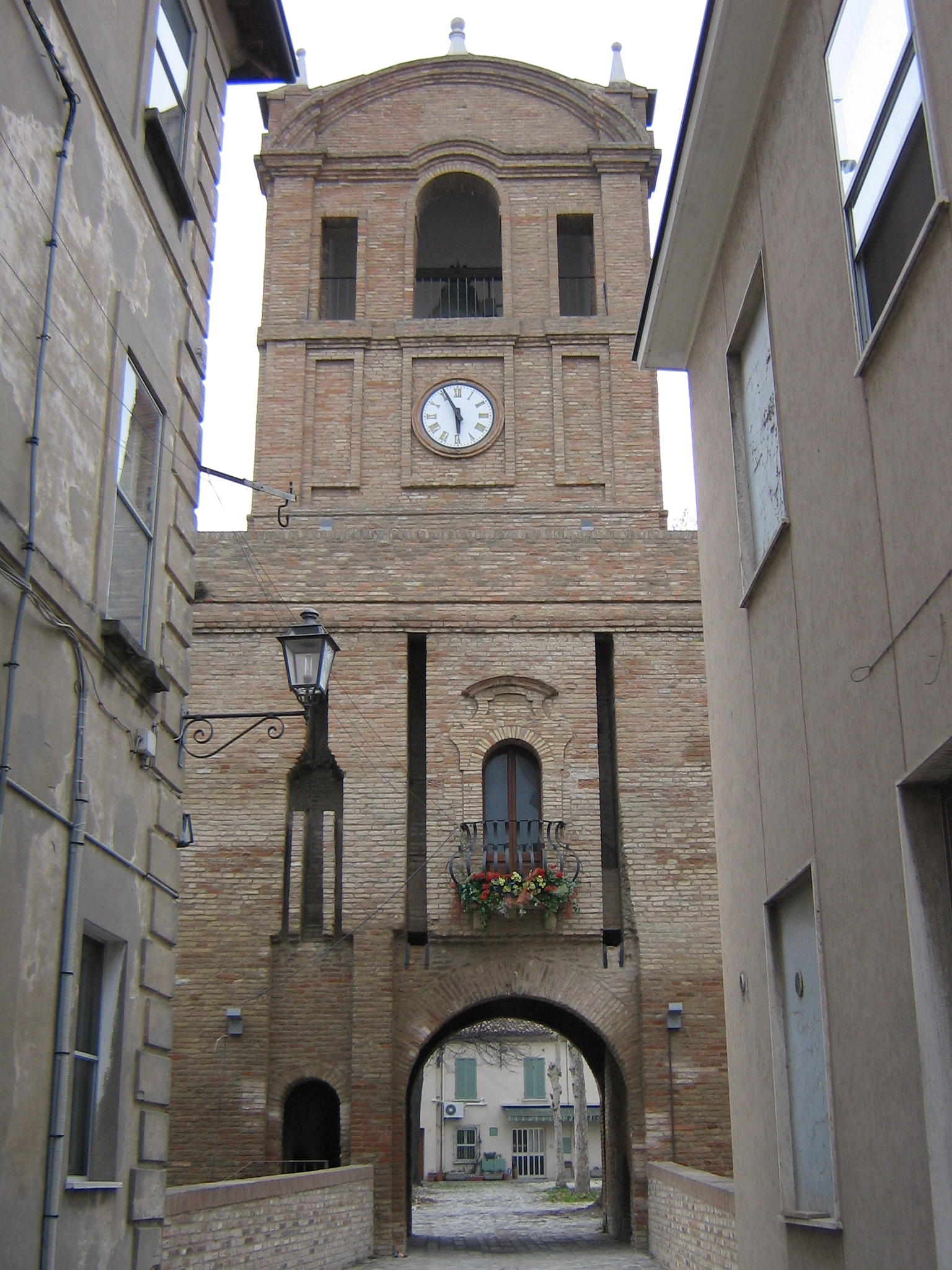
Château malatestien

### Origine de Gatteo
Gatteo naît comme établissement romain voisin de l’antique Compitum (l’actuel San Giovanni in Compito) ; selon les nombreux témoignages archéologiques tels : briques, marbres, métaux, monnaies et statues, retrouvés dans la zone.

Sur l’origine du nom, les hypothèses tournent autour d’une inscription sur un marbre ancien du IIe siècle où apparaît le terme Gattae.

Gatteo est un terme foncier (fundus Catei) du Moyen Âge (XIIe siècle) devenu ensuite Tumba Ghatei en 1311, c’est-à-dire un hameau avec maisons de maîtres ou maisons fortifiées, puis successivement : Commune (1358) et Castrum (1371). Une autre théorie porte sur l’existence d’un "Castrum Chati" c’est-à-dire un campement des "Chatei", peuple celtique qui s’y s’établit par la bienveillance des romains, après la conquête de la zone comprise entre le Rubicon et le Savio.

### Moyen Âge
Au cours des siècles qui précédèrent l’an 1000, le territoire de Gatteo était caractérisé par de grandes étendues broussailleuses et marécageuses causées par les conditions climatiques très particulièrement désastreuses au cours du Ve au VIIIe siècle.

Les premières opérations de bonification du territoire ont débuté vers le IXe siècle par l’intervention de l’église de Ravenne et des grands monastères et abbayes qui disposaient d’une importante main-d’œuvre.

À la fin du Xe siècle, création le la structure défensive Aggero Gatthei (Aggeres: type de fortification quadrilatère délimitée par une palissade et un fossé) fortifiée par un mur et une tour, qui prend l’aspect d’un  Château.

Au XIIIe – XIVe siècle, Gatteo devint une commune médiévale, sorte de gouvernement citadin politique et autonome, avec pouvoir alloué aux consuls.

### Renaissance
De 1311, avec la domination des Malatesta de Verucchio, la restructuration du château de Gatteo qui, comme les autres édifications de ce temps, avait un caractère d’habitation fortifiée répondant au péril d’attaques extérieures ; avec des fossés en eau et un pont-levis de bois.

En 1353, Castrum Gatthei, situé dans la plaine entre la route principale et la mer Adriatique faisait partie du vicariat de Santarcangelo, après avoir été soustrait comme commune à la juridiction des Malatesta et placé sous la domination du pape.

Vers 1431-1432, apparaît à Gatteo Erasmo da Narni dit Gattamelata, capitaine aventurier aux ordres du pape Eugène IV.

En 1452, le pape Nicolas V concède tout le territoire de Gatteo en fief aux comtes Guidi de Bagno et le 19 août de cette même année, furent établies les limites territoriales entre les communes de Cesena et de Gatteo.

À cette période, en 1484, l’oratoire de San Rocco fut construit à la suite de la terrible épidémie de peste (1458-1461), ainsi que l’église de Sant'Antonio Abate avec l’hôpital annexe en fonction depuis 1467.
Au début du XVIe siècle, Gatteo fit brièvement partie du Duché de Romagne, jusqu’à l’invasion des Vénitiens qui dépossédèrent César Borgia en 1505 et rétablirent le système féodal par le retour des comtes Guidi en 1516 qui gardèrent la possession jusqu’en 1656, quand le fief de Gatteo passa aux mains du pape, lui assurant un gouvernement stable et un développement de l’habitat autour du château.
En 1610, le Conseil de la communauté de Gatteo, sur proposition du marquis de Di Bagno, divise le territoire en onze quartiers, avec chacun un chef de quartier choisi parmi les résidents d’un certain rang social, pour une charge de quatre mois.

Le 1er août 1849, Giuseppe Garibaldi, allant donner assistance à la résistance de Venise, traversa la commune avant de se rendre à Cesenatico et de s’y embarquer avec ses troupes sur treize bateaux de pêche pour rejoindre Venise.
Après avoir remplacé le drapeau de l’état pontifical par le drapeau tricolore et après être passé dans le royaume d'Italie, Gatteo devient commune autonome par le décret du 30 mars 1860.

## Administration
| Période                                  | Période  | Identité          | Étiquette       | Qualité |
| ---------------------------------------- | -------- | ----------------- | --------------- | ------- |
| 29 mai 2006                              | En cours | Tiziano Gasperoni | Centro-Sinistra |         |
| Les données manquantes sont à compléter. |          |                   |                 |         |

### Hameaux

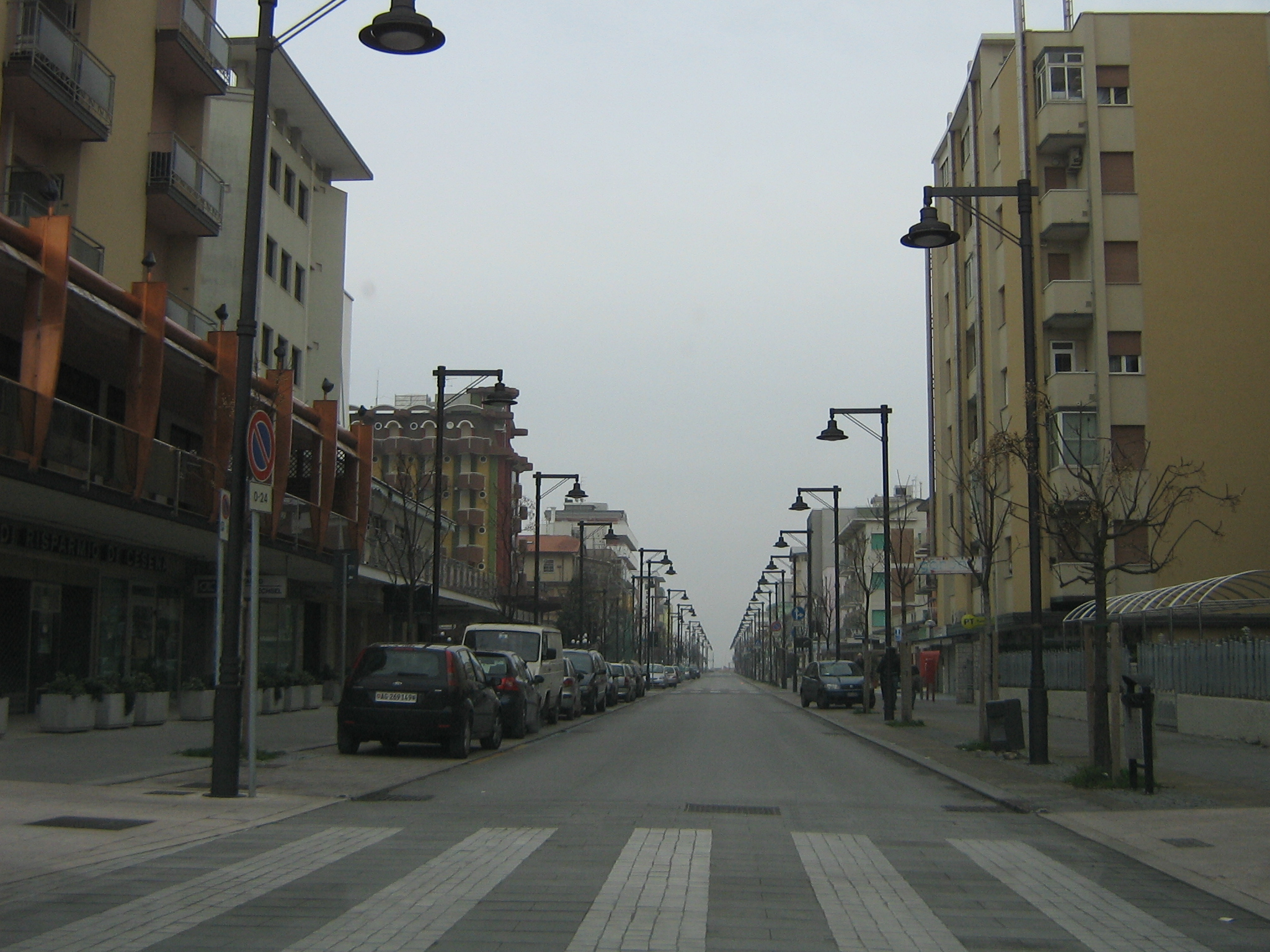
Lungomare

- Sant'Angelo : est la frazione la plus importante tant pour la démographie que par le développement industriel. Un pays, déjà connu en 1070 comme "Plebem S.Angeli in Salute", qui après des siècles de pauvreté est devenu une florissante localité industrielle et commerciale.

- Fiumicino : petit hameau dont la grande partie de son territoire est sous la commune de Savignano sul Rubicone, se distingue par la présence d’activités industrielles et artisanales.

- Gatteo a Mare : Une des stations de la riviera romagnole découverte dans les années 1950-55, le hameau représente un exemple d’organisation dédiée au tourisme balnéaire. Sur une superficie de 1 km2 se trouvent 88 hôtels, 30 établissements balnéaires, environ 230 appartements à louer et une centaine de services commerciaux et artisanaux.

### Communes limitrophes
Cesenatico, Gambettola, Longiano, Savignano sul Rubicone

### Ethnies et minorités étrangères
Selon les données de l’Institut national de statistique (ISTAT) au 1er janvier 2011 la population étrangère résidente était de 1121 personnes.
Les nationalités majoritairement représentatives étaient :
| Pos. | Pays     | Population |
| ---- | -------- | ---------- |
| 1    | Albanie  | 401        |
| 2    | Maroc    | 214        |
| 3    | Roumanie | 102        |

## Monuments et lieux d’intérêt

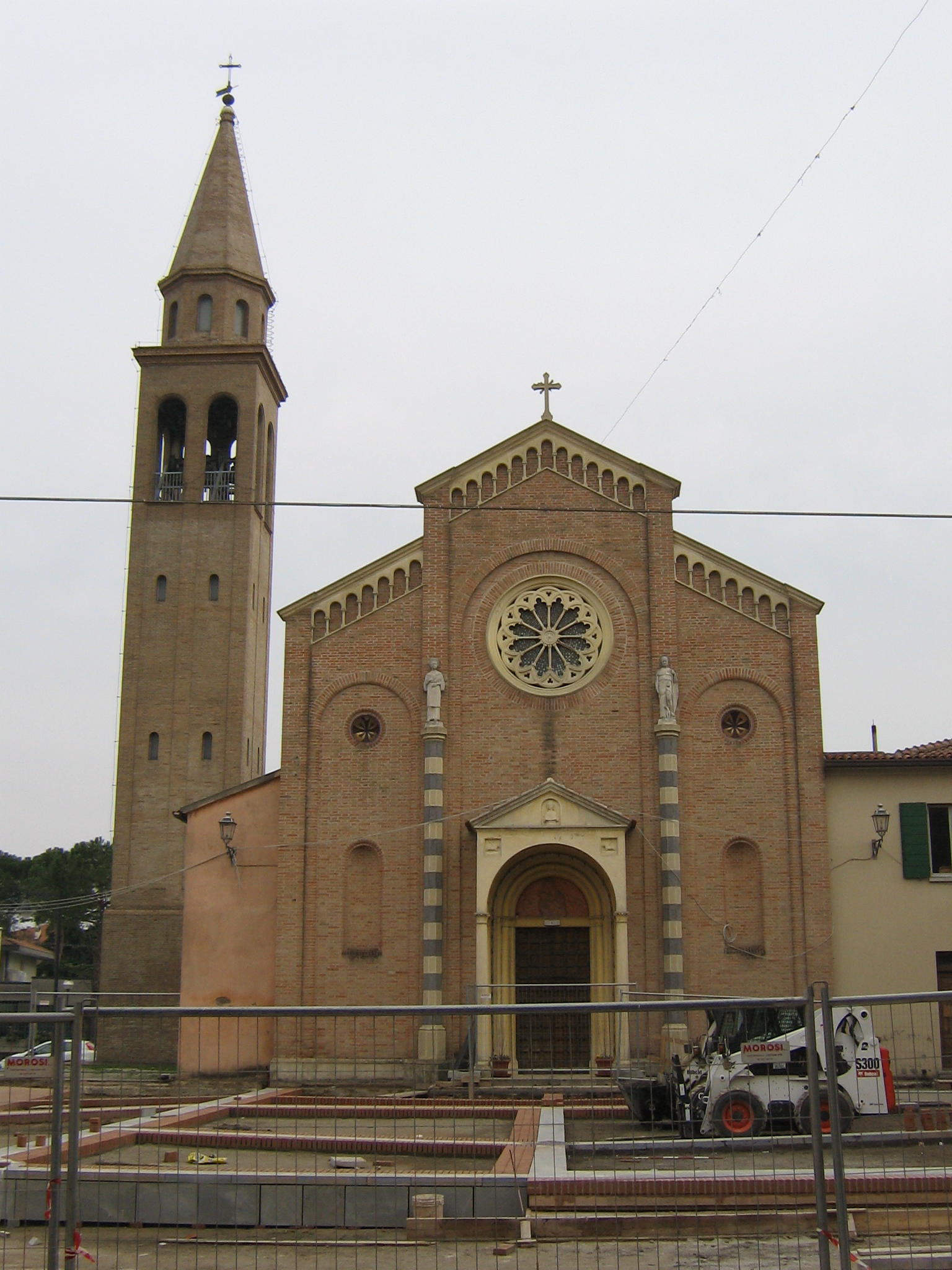
Église de San Lorenzo
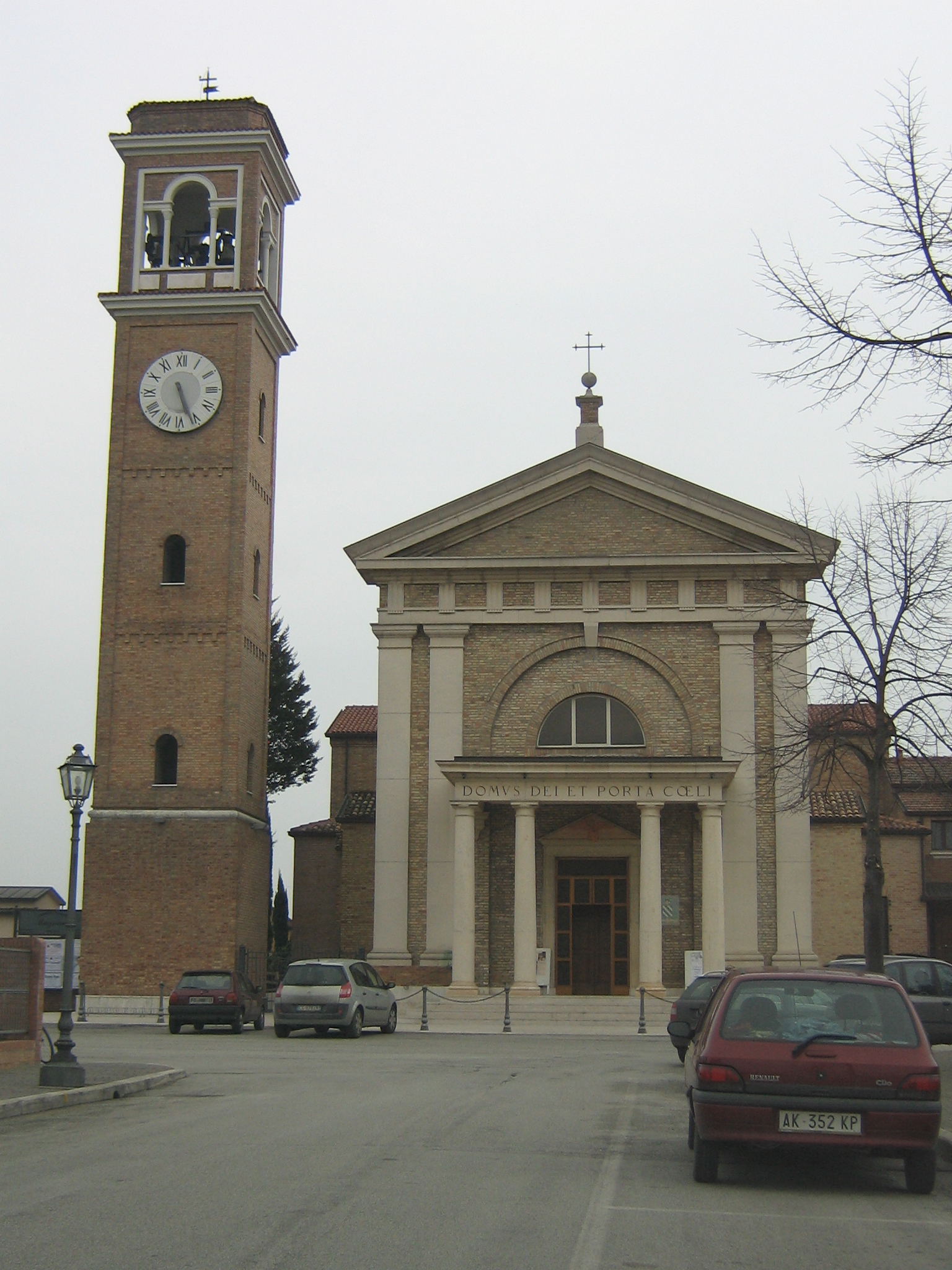
Église de San Michele
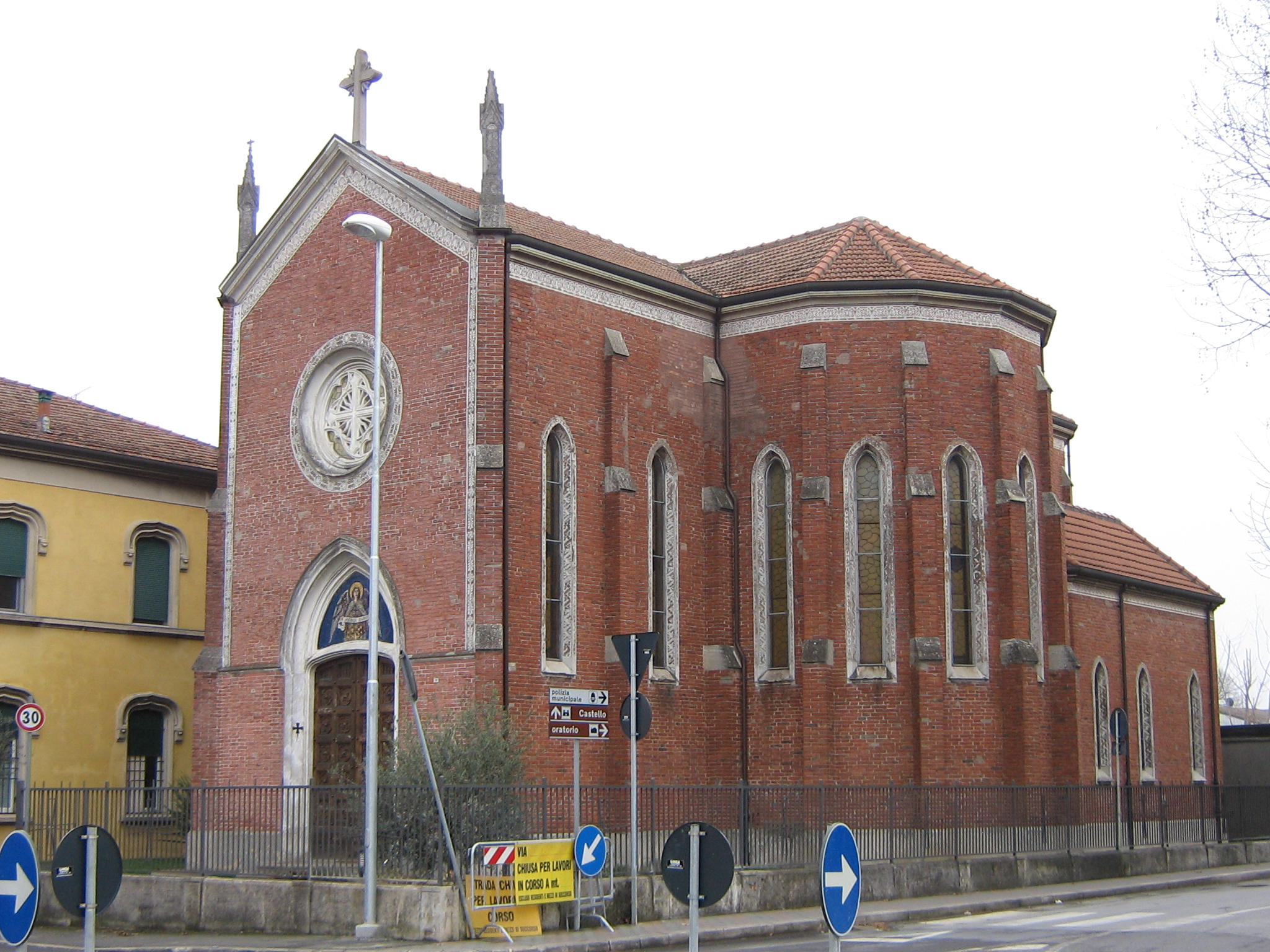
Église du Sacré Cœur
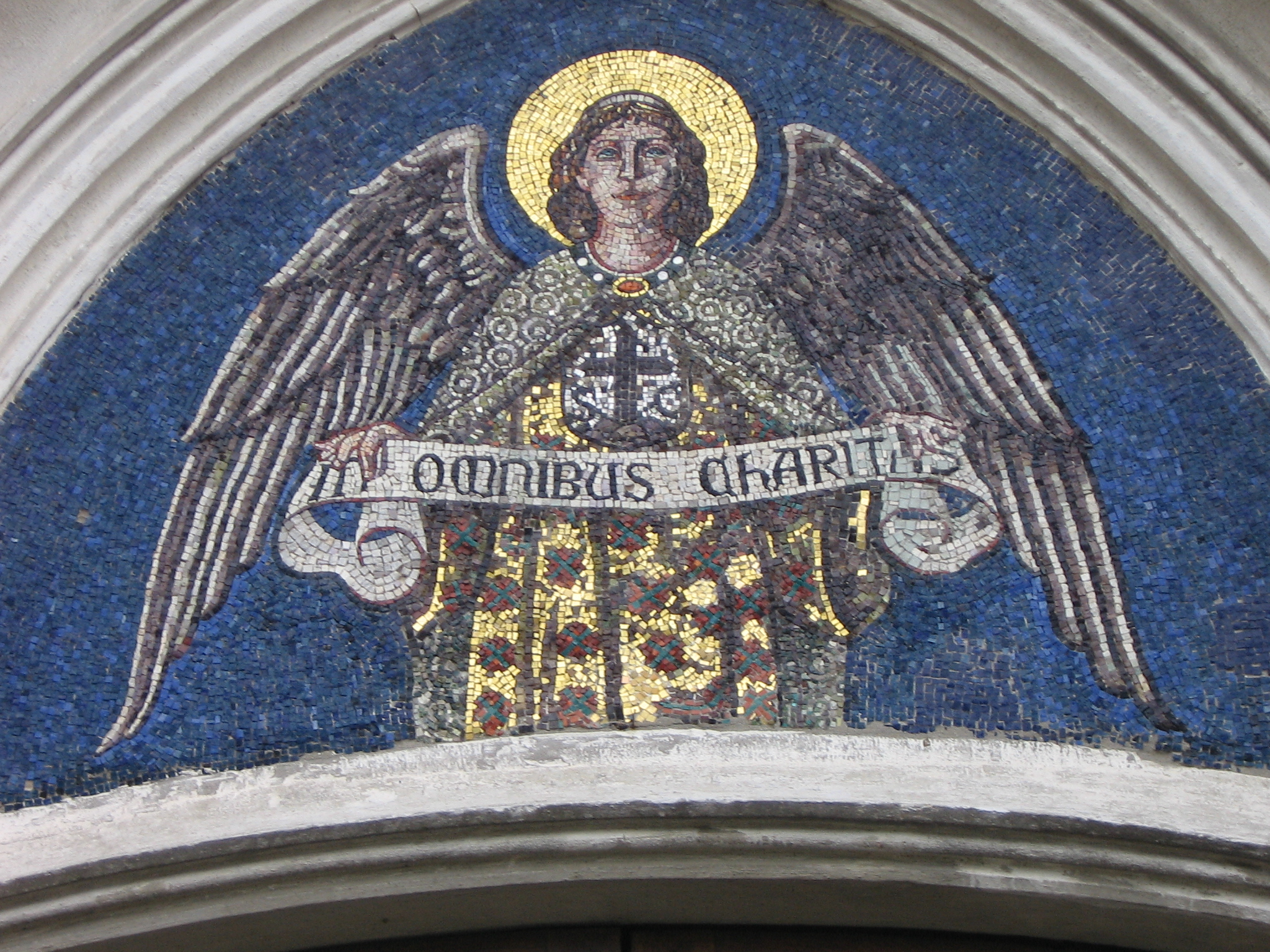
Mosaïques du Sacré Cœur

- Le château du XIIIe siècle avec sa tour et son aspect médiéval.
- Le campanile de Sant'Antonio Abate, reste d’une des plus antiques églises de gatteo édifiée en 1467 et détruite en 1944.
- L’église San Rocco, construite en 1484, contient des toiles du XVe – XVIe siècle.
- L’église de San Lorenzo, de 1290 environ, à l’intérieur du château.

## Personnalités liées à Gatteo
- Battista Antonelli (1547-1616), ingénieur militaire à la cour du roi d’Espagne
- Giovanni Battista Antonelli (1527- 1588), ingénieur militaire à la cour du roi d’Espagne
- Cristóbal de Roda Antonelli (1560-1631), ingénieur militaire à la cour du roi d’Espagne
- Carlo Brighi (Zaclén) – musicien et inventeur du ballo liscio
- Secondo Casadei  - le "Strauss di Romagna", le roi du ballo liscio
- Raoul Casadei (1937-2021), neveu de Secondo, prit la suite de l’orchestre
- Ezio Camuncoli (1895-1957), écrivain et journaliste
- Antonio Vesi /1805-1855) politique, littéraire et historien
- Lina Pagliughi (1907-1980), soprano
- Primo Montanari (mari de Lina Pagliughi), ténor
- don Luigi Ghinelli (1848-1909) fondateur de l’institut Fanciulli Poveri
- Timoteo a Gatteo (1604) docteur et théologien
- don Stefano Montanari (1776-1850) littéraire et peintre
- Luigi Fracassi Poggi (1747-1813) avocat, Gouverneur de Imola Faenza Savignano
- Tommaso Fracassi Poggi (1836) littéraire, Préfet de Ravenne
- Arturo Fracassi (1899-1973) liutaio
- Paolo Mastri (1871-1944) notaire, historien et philanthrope
- Luigi Renato Pedretti, historien et journaliste

### Sacres et événements
- De mai à septembre : : "Gatteo in musica", concerts de musique classique, exhibitions de cours polyphoniques et opérette, soirées musicales romagnoles avec groupes folkloriques.
- 3e semaine de juillet: "Settimana della Micizia", semaine dédiée au chat, avec concours photographique, exposition d’art, sculptures de sable, animations diverses, etc.
- Du 8 au 10 août: fête patronale de San Lorenzo, théâtre, concerts de musique folk et classique, courses pour enfants et adultes, dégustation de spécialités locales.
- dernière fin de semaine d’août: Sant'Angelo en fête, musique traditionnelle romagole, danseurs, dégustation de spécialités locales.

## Sources
- (it) Cet article est partiellement ou en totalité issu de l’article de Wikipédia en italien intitulé « Gatteo » (voir la liste des auteurs) le 07/06/2012.

## Note
1. ↑  (it) Popolazione residente e bilancio demografico sur le site de l'ISTAT.
2. ↑  voir les hypothèses sur le véritable  Rubicon dans Rubicon-Pisciatello